# 近郊整備地帯
近郊整備地帯（きんこうせいびちたい）とは、首都圏の政策区域の一つで、首都圏整備法により「既成市街地の近郊で、その無秩序な市街地化を防止するため、計画的に市街地を整備し、あわせて緑地を保全する必要がある区域」として定められた地域である。

## 近郊整備地帯に含まれる市町村
近郊整備地帯には、1都4県の計139市町が含まれ、その一覧は次の通りである。
なお、以下に示す市町は市・町の別を問わない50音順での表記を原則としているが、市域の一部が既成市街地に含まれる市は他の市町より上に、市域内に既成市街地と近郊整備地帯のいずれにも含まれない区域を抱える市は他の市町より下に示している。

### 東京都
東京都において近郊整備地帯に含まれるのは、以下の27市町である。なお、東京都区部と武蔵野市の全域及び三鷹市の一部は既成市街地とされている。
- 三鷹市のうち既成市街地でない地域
- 昭島市
- あきる野市
- 稲城市
- 青梅市
- 清瀬市
- 国立市
- 小金井市
- 国分寺市
- 小平市
- 狛江市
- 立川市
- 多摩市
- 調布市
- 西東京市
- 八王子市
- 羽村市
- 東久留米市
- 東村山市
- 東大和市
- 日野市
- 日の出町
- 府中市
- 福生市
- 町田市
- 瑞穂町
- 武蔵村山市

ちなみに、島嶼部を除く東京都内で既成市街地と近郊整備地帯のいずれにも含まれないのは、奥多摩町と檜原村のみである。

### 神奈川県
神奈川県において近郊整備地帯に含まれるのは、以下の28市町である。なお、川崎市と横浜市の一部は既成市街地とされている。
- 川崎市のうち既成市街地でない地域
- 横浜市のうち既成市街地でない地域
- 愛川町
- 厚木市
- 綾瀬市
- 伊勢原市
- 海老名市
- 大井町
- 大磯町
- 小田原市
- 開成町
- 鎌倉市
- 座間市
- 寒川町
- 逗子市
- 茅ヶ崎市
- 中井町
- 二宮町
- 秦野市
- 葉山町
- 平塚市
- 藤沢市
- 松田町
- 三浦市
- 南足柄市
- 大和市
- 横須賀市
- 相模原市のうち、2006年の市町村合併以前からの市域と旧城山町の区域

### 埼玉県
埼玉県において近郊整備地帯に含まれるのは、以下の49市町である。なお、川口市の一部は既成市街地とされている。
- 川口市のうち既成市街地でない地域
- 上尾市
- 朝霞市
- 嵐山町
- 伊奈町
- 入間市
- 桶川市
- 越生町
- 春日部市
- 加須市
- 川越市
- 川島町
- 北本市
- 行田市
- 久喜市
- 鴻巣市
- 越谷市
- さいたま市
- 坂戸市
- 幸手市
- 狭山市
- 志木市
- 白岡市
- 杉戸町
- 草加市
- 鶴ヶ島市
- 所沢市
- 戸田市
- 滑川町
- 新座市
- 蓮田市
- 鳩山町
- 羽生市
- 東松山市
- 日高市
- 富士見市
- ふじみ野市
- 三郷市
- 宮代町
- 三芳町
- 毛呂山町
- 松伏町
- 八潮市
- 吉川市
- 吉見町
- 和光市
- 蕨市
- 熊谷市のうち旧大里町の区域
- 飯能市（旧名栗村の区域を除く）

### 千葉県
千葉県において近郊整備地帯に含まれるのは、以下の25市町である。千葉県内で既成市街地に含まれる地域はない。
- 我孫子市
- 市川市
- 印西市
- 浦安市
- 柏市
- 鎌ケ谷市
- 栄町
- 佐倉市
- 酒々井町
- 白井市
- 千葉市
- 富里市
- 流山市
- 習志野市
- 野田市
- 船橋市
- 松戸市
- 八千代市
- 四街道市
- 市原市の一部
- 木更津市の一部
- 君津市の一部
- 袖ケ浦市の一部
- 成田市のうち2006年以前からの市域
- 富津市の一部

### 茨城県
茨城県において近郊整備地帯に含まれるのは、以下の10市町である。
- 牛久市
- 五霞町
- 境町
- つくばみらい市
- 利根町
- 取手市
- 坂東市
- 守谷市
- 龍ケ崎市
- 常総市の一部

## 近郊緑地保全区域
近郊緑地保全区域（きんこうりょくちほぜんくいき）は、首都圏近郊緑地保全法により、近郊整備地帯内の緑地であって、良好な自然環境を形成し、相当規模の広さを有しているもの（近郊緑地）のうち、無秩序な市街地化のおそれが大であり、かつ、これを保全することで東京とその周辺地域の住民の健全な心身の保持・増進や東京圏での公害・災害の防止効果が高い区域として国土交通大臣が指定した区域で、2024年現在、以下の19区域が指定されている。
- 武山区域（神奈川県横須賀市）
- 衣笠・大楠山区域（神奈川県横須賀市・葉山町）
- 逗子・葉山区域（神奈川県逗子市・葉山町）
- 相模原区域（神奈川県相模原市）
- 剣崎・岩堂山区域（神奈川県三浦市）
- 円海山・北鎌倉区域（神奈川県横浜市・鎌倉市）
- 小網代区域（神奈川県三浦市）
- 多摩丘陵北部区域（東京都八王子市・日野市）
- 滝山区域（東京都八王子市・あきる野市）
- 狭山区域（東京都東村山市・東大和市・武蔵村山市・瑞穂町、埼玉県所沢市・入間市）
- 入間区域（埼玉県入間市）
- 荒川区域（埼玉県の荒川沿い）
- 平林寺区域（埼玉県新座市）
- 安行区域（埼玉県川口市）
- 東千葉区域（千葉県千葉市）
- 行徳区域（千葉県市川市）
- 君津区域（千葉県君津市）
- 利根川・菅生沼区域（千葉県、茨城県の利根川沿い）
- 牛久沼区域（茨城県龍ケ崎市・牛久市・取手市）

これらの区域は緑地が保全されるべき区域であることから、宅地の造成、森林の伐採や水部の埋め立て等にあたっては、当該都県の知事（政令指定都市内の場合は当該市の市長）への届出が必要である。